# Cantone di Sartrouville
Il Cantone di Sartrouville è una divisione amministrativa dell'Arrondissement di Saint-Germain-en-Laye.
A seguito della riforma complessiva dei cantoni del 2014 è passato da 1 a 3 comuni.

## Composizione
Prima della riforma del 2014 comprendeva il solo comune di Sartrouville; dal 2015 comprende i comuni di:
- Maisons-Laffitte
- Le Mesnil-le-Roi
- Sartrouville